# Gustav Gamer
Gustav Gamer (* 13. September 1934 in Menzingen; † 19. Februar 2024 in Tübingen) war ein deutscher Klassischer Archäologe.
Gustav Gamer studierte in Heidelberg und München Klassische Archäologie, Vor- und Frühgeschichte und Alte Geschichte. Er wurde 1963 in München bei Ernst Homann-Wedeking promoviert. 1964/65 erhielt er das Reisestipendium des Deutschen Archäologischen Instituts. Danach war er an der Abteilung Madrid des Deutschen Archäologischen Instituts tätig. 1988 habilitierte er sich an der Universität Tübingen, wo er auch zum außerplanmäßigen Professor ernannt wurde. Von 1984 bis 2004 hatte er einen Lehrauftrag an der Akademie der Künste in Stuttgart. Gamer war korrespondierendes Mitglied der Real Academia de Bellas Artes de Santa Isabel de Hungría in Sevilla.
Er war mit der Ägyptologin Ingrid Gamer-Wallert verheiratet.

## Schriften
- Kaiserliche Bronzestatuen aus den Kastellen und Legionslagern an Rhein- und Donaugrenze des Römischen Imperiums. München 1969 (= Dissertation mit Lebenslauf)
- mit Alfred Rüsch (Bearb): Raetia (Bayern südlich des Limes) und Noricum (Chiemseegebiet). Corpus Signorum Imperii Romani Deutschland Bd. 1, 1. Habelt, Bonn 1973
- Formen römischer Altäre auf der Hispanischen Halbinsel. (Madrider Beiträge Bd. 12) Zabern, Mainz 1989. ISBN 3-8053-0967-8 (= Habilitationsschrift)
- El helenismo en el Próximo Oriente. Edicions Bellaterra, Barcelona 2005. ISBN 84-7290-287-0